# دیگو متئو
دیگو متئو (انگلیسی: Diego Mateo؛ زادهٔ ۷ اوت ۱۹۷۸) بازیکن فوتبال اهل آرژانتین است.
از باشگاه‌هایی که در آن بازی کرده‌است می‌توان به باشگاه فوتبال هرکولس، باشگاه فوتبال دانوبیو، باشگاه فوتبال نیولز اولد بویز، باشگاه فوتبال راسینگ سانتاندر، باشگاه فوتبال لچه، باشگاه فوتبال رئال وایادولید، و باشگاه ورزشی سن لورنسو آلماگرو اشاره کرد.